# Cynodonichthys
Cynodonichthys – rodzaj ryb karpieńcokształtnych z rodziny strumieniakowatych (Rivulidae).

## Klasyfikacja
Gatunki zaliczane do tego rodzaju:
| - Cynodonichthys birkhahni - Cynodonichthys boehlkei - Cynodonichthys brunneus - Cynodonichthys chucunaque - Cynodonichthys elegans - Cynodonichthys frommi - Cynodonichthys fuscolineatus - Cynodonichthys glaucus - Cynodonichthys godmani - Cynodonichthys hendrichsi - Cynodonichthys hildebrandi - Cynodonichthys isthmensis - Cynodonichthys kuelpmanni - Cynodonichthys leucurus | - Cynodonichthys magdalenae - strumieniak złoty - Cynodonichthys monikae - Cynodonichthys montium - Cynodonichthys myersi - Cynodonichthys pacificus - Cynodonichthys rubripunctatus - Cynodonichthys siegfriedi - Cynodonichthys sucubti - Cynodonichthys tenuis - Cynodonichthys uroflammeus - Cynodonichthys villwocki - Cynodonichthys wassmanni - Cynodonichthys weberi |